# فيرنر يونك

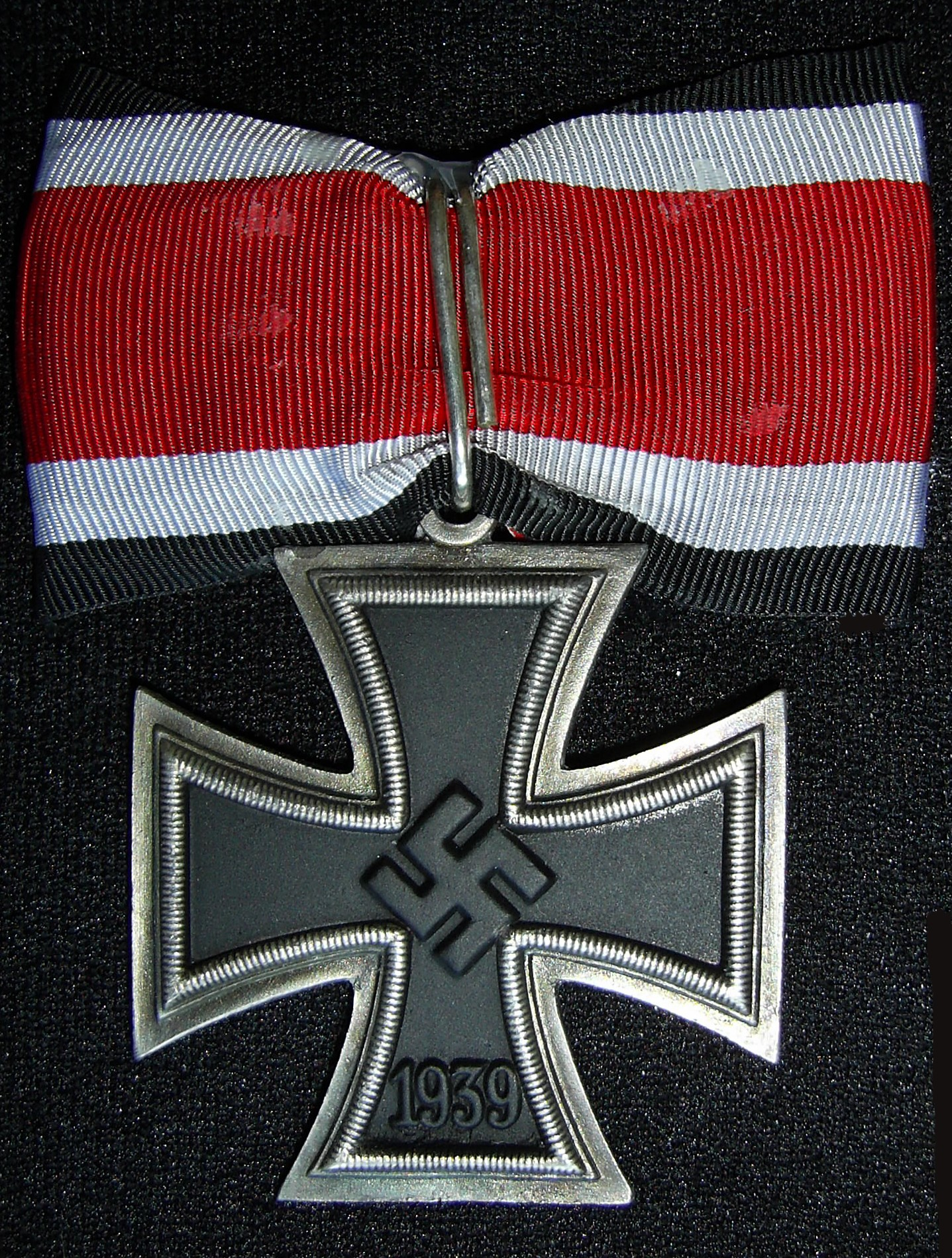
حقق فيرنر جانك على ميدالية وسام الفارس الصليب الحديدي.

فيرنر يونك (بالألمانية: Werner Junck) Werner Junck ، من مواليد 28 ديسمبر 1895م، وتوفي بتاريخ 6 أغسطس 1976م، وهو قائد عسكري ألماني برتبة فريق الركن، خاض في الحرب العالمية الأولى والحرب العالمية الثانية ومنها .. الحرب العراقية الإنجليزية عام 1941م.

## وصلات خارجية
- Werner Junck @ Geocities